# Сторожевой корабль

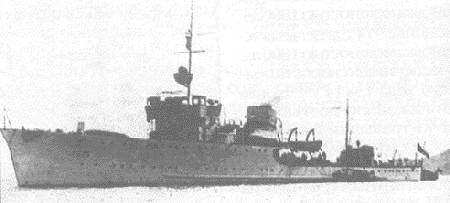
Пограничный сторожевой корабль проекта 19 «Киров» (ПСК-3, «Дзержинский»), который несёт бортовой номер (или тактический номер) «PS-26». Пока у него нет вооружений, 1934—1935

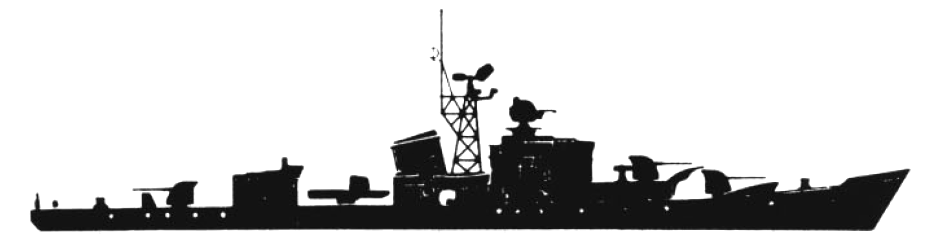
Сторожевой корабль Рысь

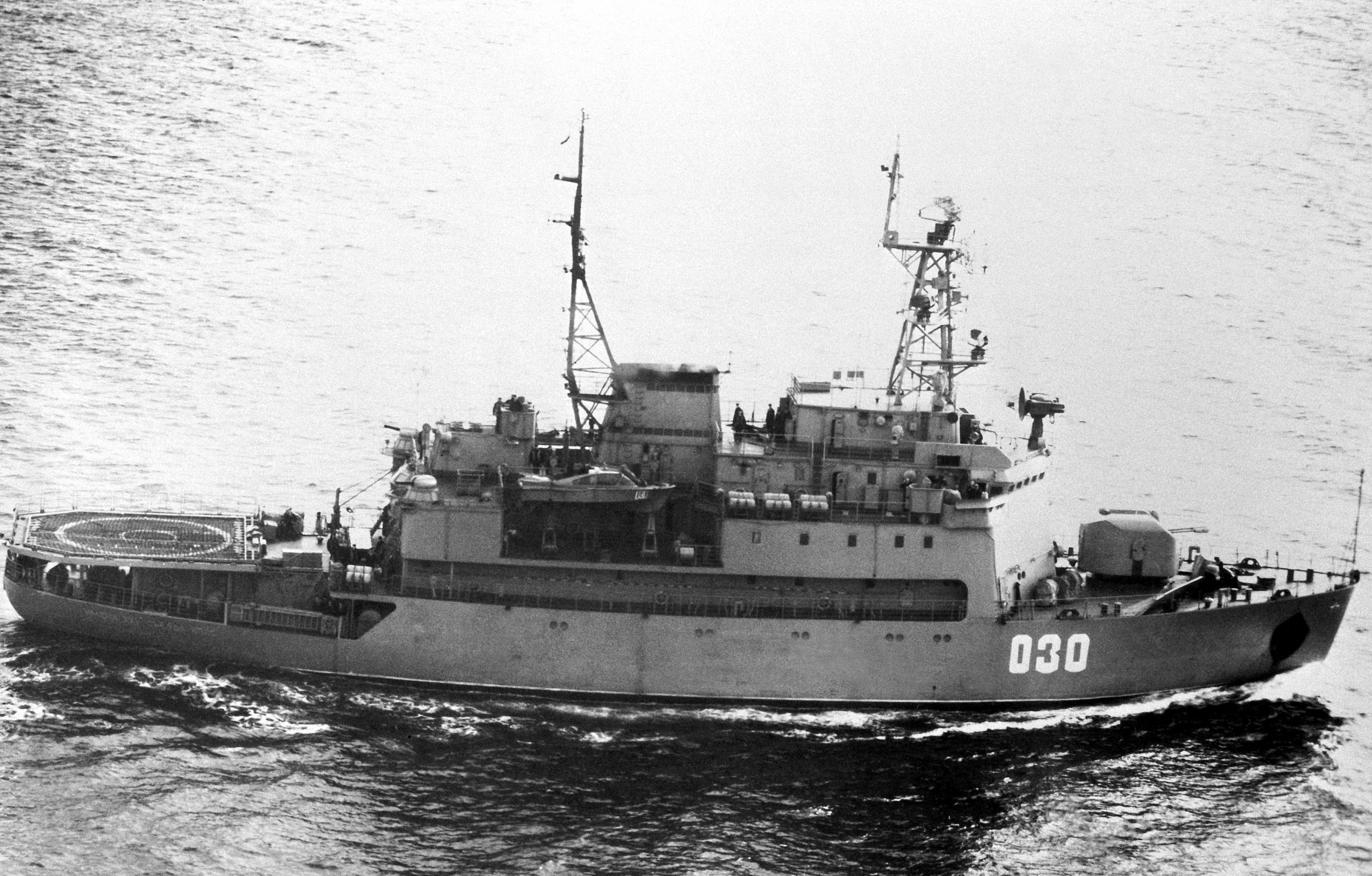
Пограничный сторожевой корабль «Имени XXV съезда КПСС», 1985

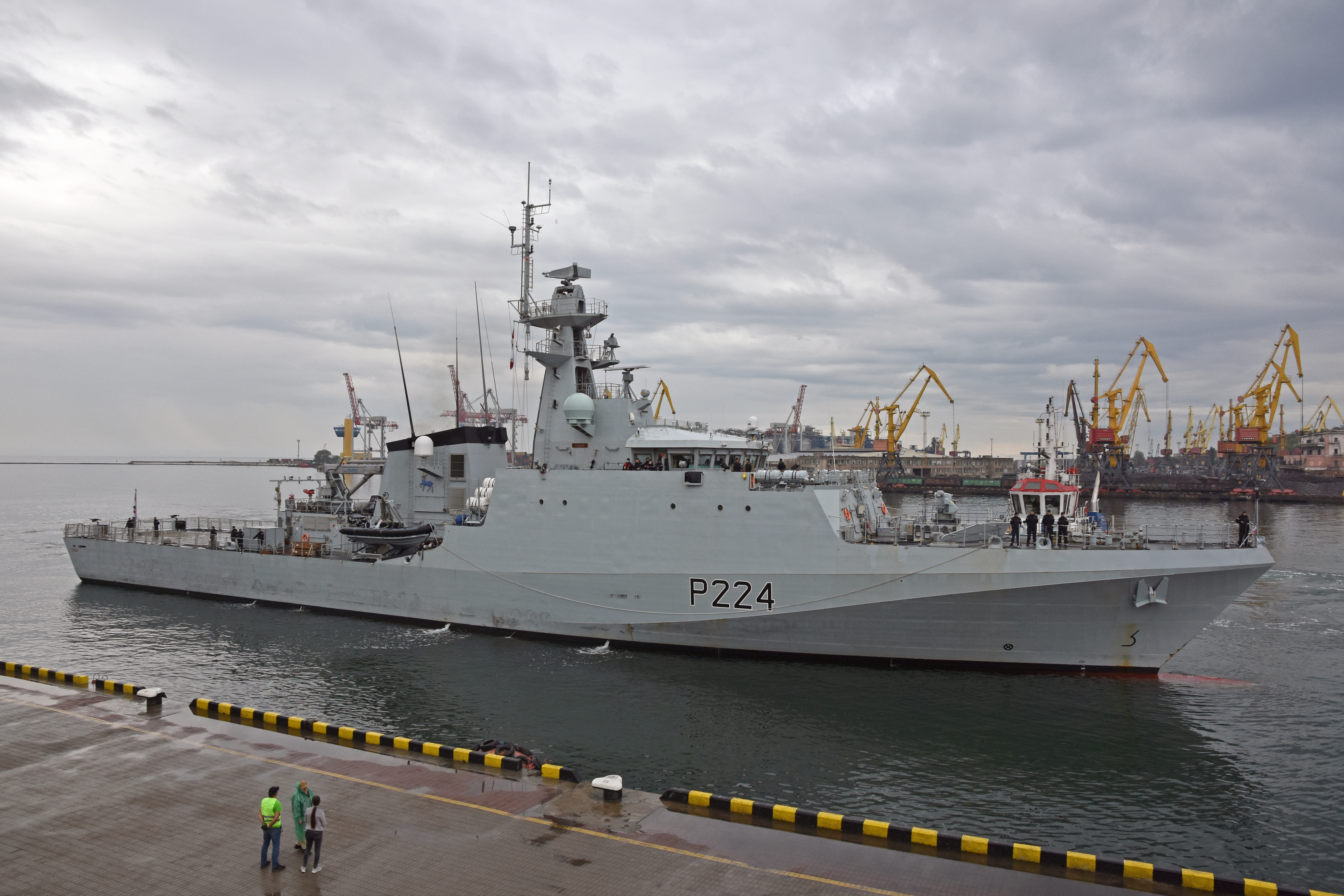
Британский сторожевой корабль HMS Trent (P224) в Одессе, 2021 год

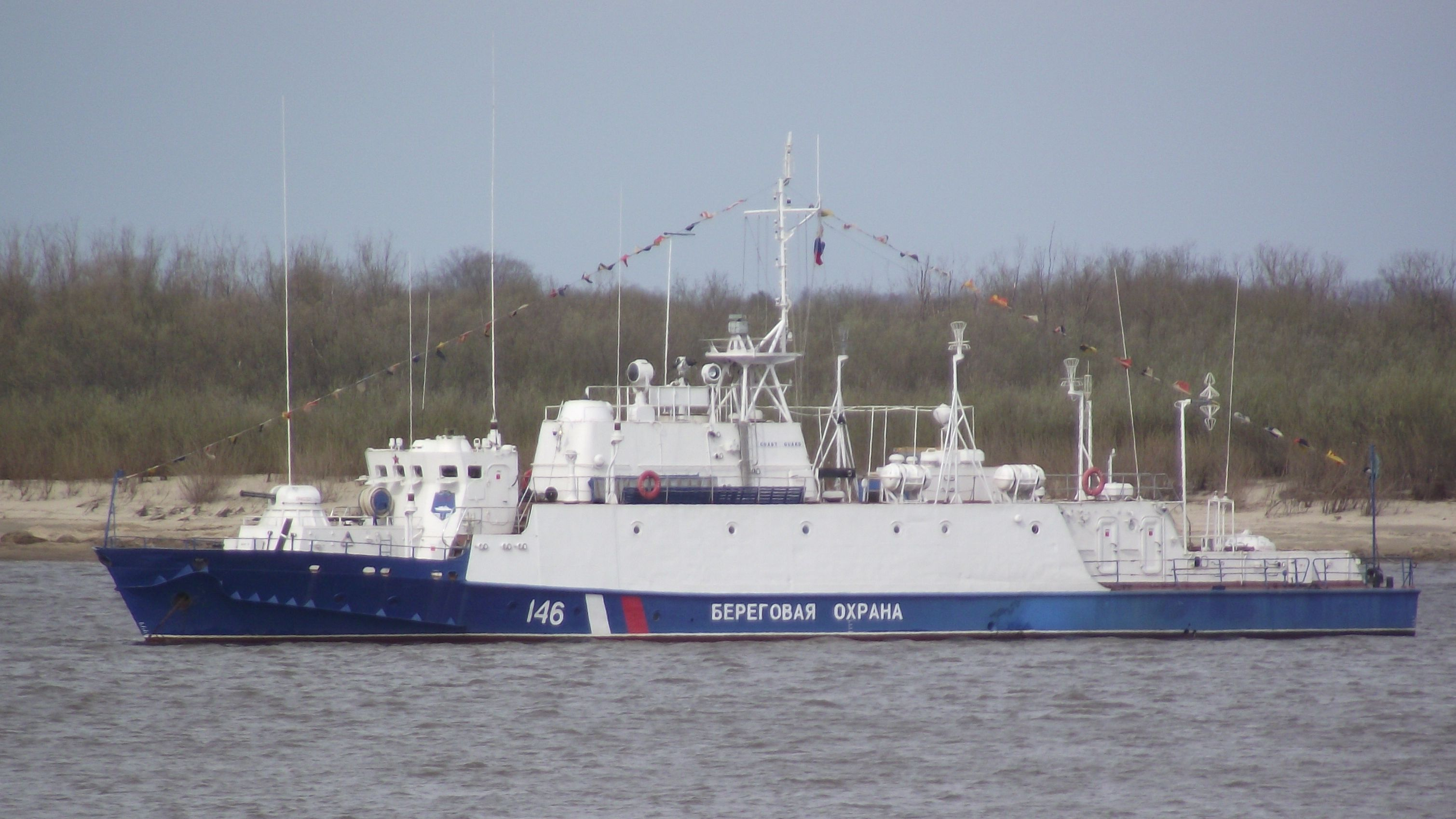
Сторожевой корабль проекта 1249 Амурской БОХР ПС ФСБ РФ

Сторожевой корабль — класс боевых надводных кораблей, предназначенных для несения сторожевой (дозорной) службы, охранения крупных кораблей, транспортов и десантных кораблей (судов) от атак подводных лодок, торпедных катеров и авиации противника на переходе морем и при стоянке на открытых рейдах.
Сторожевые корабли также привлекаются для несения дозорной службы на подходах к своим военно-морским базам, портам и для охраны морской границы.
Сокращённое наименование — СКР. Также в литературе может называться (терминология в разных странах разная):
- Патрульный корабль
- Патрульное судно
- Корабль противолодочной обороны

## История
Как самостоятельный класс корабли противолодочной обороны были введены на флотах в Первую мировую войну в связи с тем, что подводные лодки, которые первоначально предполагалось использовать в ограниченных целях вблизи баз, с первых дней войны показали свои высокие тактические качества и боевую эффективность. Впервые возникла острая потребность в менее крупных и менее дорогостоящих, по сравнению с эсминцами, кораблях, способных противостоять подводному противнику. Потребовался специальный корабль, способный вести поиск подводных лодок, конвоировать транспортные суда, нести дозорную службу вблизи военно-морских баз. Эти задачи могли успешно решать эсминцы, но их явно не хватало количественно. Обладая значительной огневой мощью, эсминцы привлекались в основном для других боевых задач, сектор которых чрезвычайно расширился.
Англия первой была вынуждена начать интенсивный поиск сил и средств для борьбы с германскими подводными лодками, вырабатывать тактику противолодочной борьбы, совершенствовать противолодочное оружие и средства. Таким образом, впервые в мире, первые противолодочные корабли появились в британском флоте в ходе Первой мировой войны в связи с активными действиями германских подводных лодок. Тогда в Англии приступили к постройке патрульных кораблей — «Пи-ботс» с носовым стальным бивнем (водоизмещением 573 тонны, скорость полного хода — 22 узла, одно 100-мм орудие, два 2-фунтовых орудия, две торпедные трубы, глубинные бомбы).
Для американского флота по примеру англичан в срочном порядке заложили около 60 единиц кораблей, аналогичных СКР — типа «Игл».
В русском флоте корабли, аналогичные английским кораблям противолодочной обороны, были обозначены классификационным термином «Сторожевой корабль».
В 1914—1916 годах в России были заложены первые сторожевые корабли типа «Голубь»: водоизмещением 400 (350—530) тонн; две паровые турбины; скорость 15 узлов (выше скорости подводной лодки в подводном положении и примерно равная её скорости в надводном положении); дальность плавания 700 миль, (достаточная для Балтийского морского театра); 1 или 2×102-мм орудия; 1×40-мм зенитный автомат; предполагалась установка для глубинных бомб.
В октябре 1917 года за несколько дней до Октябрьской революции новый класс — «Сторожевой корабль» — был впервые официально включён в классификацию русского флота. Однако стремительно развивающиеся политические события, приведшие к независимости Финляндии, явились причиной тому, что первые 12 единиц СКР (типа «Голубь» и типа "Водорез», строящихся на финских верфях, так и не вошли в состав русского флота. В 1916—1917 годах некоторые из этих кораблей были спущены на воду.
В первой половине 1920-х годов флоты морских держав пополнялись новейшими кораблями, аналогичными по назначению русским «сторожевикам»: английские типа «Спей», американские типа «Игл», итальянские типа «Аллесандро».
Имея примерно одно и то же боевое назначение в военно-морских силах различных государств, эти корабли классифицировались различными терминами: «эскортный миноносец», «фрегат», «корвет».
В Морских силах СССР с 1931 года первыми представителями класса СКР стали сторожевые корабли типа «Ураган». Строительство 18 СКР, из которых 8 подлежали постройке в первую очередь (шесть кораблей для Балтики и два — для Чёрного моря), было предусмотрено шестилетней программой военного судостроения на 1926—1932 годы, принятой Советом Труда и Обороны в ноябре 1926 года. Они предназначались для несения дозорной и разведывательной службы, сопровождения и охранения крупных надводных кораблей и конвоев от нападения подводных лодок, ведения борьбы с самолётами противника. При необходимости их предполагалось использовать как быстроходные тральщики. Всего за годы предвоенных пятилеток ВМФ ВС СССР получил 18 кораблей типа «Ураган», построенных четырьмя сериями на заводах Ленинграда и Николаева. Часть из них в разобранном виде была доставлена по железной дороге и морским путём на Север и Тихий океан.

В середине 1930-х годов для морских пограничных сил СССР был введён новый подкласс сторожевых кораблей — Пограничный сторожевой корабль (ПСКР) или Малый сторожевой корабль.
Для противолодочной обороны баз ВМФ ВС СССР были спроектированы и построены ПСКР типа «Рубин» (Проект 43) несколько меньших размеров по сравнению с типом «Ураган», с дизельной энергетической установкой (водоизмещение примерно 500 т, скорость 15 уз; вооружение: 1×102-мм; 2×37-мм зенитных автомата; противолодочное вооружение). Однотипный СКР «Бриллиант»: заложен в 1934 году; построен и введён в строй в 1937 году; водоизмещение 580 т; размерения: 62×7.2×2.6 м; 2200 л.с; максимальная скорость — 17.2 уз; дальность плавания (экономической скоростью) — 3500 миль; вооружение: 1×102-мм, 2×45-мм, 1×37-мм, 2×12.7-мм, 2 бомбомёта; до 31 мины, экипаж — 61 чел.
В 1935 году для обеспечения морской пограничной охраны НКВД СССР Дальневосточного пограничного округа были введены в строй СКР типа «Киров»(Проект 19). Всего два корабля этого типа по советскому заказу были построены в Италии (заложены и спущены на воду в 1934 году; водоизмещение нормальное — 1025 т; размерения: 80×8.3×3.75 м; мощность ГЭУ — 4500 л.с; скорость — 18.5 уз; дальность плавания — 6000 миль; вооружение: 3×102-мм, 4×45-мм, 3×12.7-мм, 3×7.62-мм, 24-мины, глубинные бомбы (10-больших и 35-малых), в процессе службы, вооружение модернизировалось.
В 1937 году для службы в арктических широтах в Союза ССР был спроектирован ПСКР типа «Пурга» (Проект 52), корпус ледокольного типа. Головной корабль был заложен на Ленинградском заводе «Судомех» 17 декабря 1938, спущен на воду 24 апреля 1941.
Накануне Второй мировой войны в ВМФ Великобритании были введены новые классы кораблей охранения: «эскортный эсминец», «фрегат» и «корвет», которые, значительно отличаясь по своим тактико-техническим элементам (ТТЭ), имели общее основное назначение. Поэтому в системе классификации ВМС СССР эти корабли были условно отнесены к классу СКР, предназначенных для сопровождения конвоев в прибрежных водах, противовоздушной и противолодочной обороны.
Во время Второй мировой войны «сторожевики» находились в составе всех флотов. Их боевая деятельность наиболее ярко проявилась в Заполярье, где кроме «настоящих» СКР активно использовались мобилизованные рыболовные траулеры (РТ), ледоколы и суда других гражданских ведомств, на которые устанавливалось лёгкое вооружение. Кроме того, численность СКР пополнили пограничные корабли (ПСК).
Вторая мировая война подтвердила ценность СКР в составе флотов. Эти корабли эффективно несли боевую службу. В их задачи входили: охота и уничтожение подводных лодок; постановка мин заграждения; высадка десантов; доставка продовольствия, боеприпасов, горючего в осаждённые города; эвакуация раненных и гражданского населения; набеги на ближайшие коммуникации противника; эскортирование транспортных судов.
После Второй мировой войны, во флотах ряда государств боевые корабли, которые с позиции советской классификации аналогичны классу СКР, фактически классифицируются или как «эскортный эсминец» или как «фрегат» или «корвет», в зависимости от индивидуальных характеристик. Корвет, как правило меньшего водоизмещения и менее дорогой при постройке.
Корабли этого класса весьма многочисленны. В начале 1970-х годов в составе флота США кораблей, аналогичных СКР, насчитывалось 63 единицы, и еще 124 единицы находились в резерве. В Англии их число составляло 65 единиц, во Франции — 28 единиц.
В современных условиях корабли, аналогичные СКР, предназначены главным образом для обеспечения противолодочной обороны кораблей и судов в море, могут привлекаться для обороны соединений кораблей и конвоев на переходе морем, для участия в противолодочных операциях в составе специальных групп, для обеспечения десантных операций, несения патрульной и спасательной службы.
С учётом опыта Второй мировой войны и послевоенного развития ракетного оружия общей тенденцией в развитии СКР является совершенствование систем зенитного вооружения, способного эффективно противодействовать главному противнику надводных кораблей — воздушным средствам нападения: самолётам, управляемым снарядам, крылатым ракетам.
Статистически, современные сторожевые корабли (эскортные миноносцы, корветы и фрегаты) имеют водоизмещение до 4 тыс. тонн, главная энергетическая установка (ГЭУ) развивается и совершенствуется в направлении перехода от дизельной и паротурбинной к более мощной газотурбинной установке, скорость 30—35 узлов, вооружены противокорабельными и зенитными ракетными комплексами, артиллерийскими установками, аппаратурой поиска подводных лодок и противолодочным оружием, радиоэлектронными комплексами наблюдения, связи, навигации и управления оружием.
По состоянию на 2014 год система классификации боевых кораблей ВМФ Вооружённых сил Российской Федерации (ВС России) предполагает замену советского классификационного термина «сторожевой корабль» на термин «фрегат».
4 мая 2016 года между Минобороны России и АО «Адмиралтейские Верфи» был заключен контракт на строительство двух новейших патрульных кораблей ледового класса проекта 23550 в интересах ВМФ России.